# انریکو مدیولی
انریکو مدیولی (ایتالیایی: Enrico Medioli؛ ‏ ۱۷ مارس ۱۹۲۵ – ۲۱ آوریل ۲۰۱۷) فیلم‌نامه‌نویس اهل ایتالیا بود.
از فیلم‌ها یا مجموعه‌های تلویزیونی‌ای که وی در آن‌ها نقش داشته‌است، می‌توان به بی‌تفاوت‌ها و تابلوی خانواده در صحنه‌ای از زندگی روزانه اشاره نمود.